# Cerco de Jerusalém (701 a.C.)
Em aproximadamente 701 a.C., Senaqueribe, rei da Assíria, atacou as cidades fortificadas do Reino de Judá em uma campanha de subjugação. Senaqueribe sitiou Jerusalém, mas não conseguiu capturá-la - é a única cidade mencionada como sitiada na Estela de Senaqueribe, da qual a captura não é mencionada.

## Antecedentes
Em 721 a.C., o exército assírio capturou a capital israelita em Samaria e levou os cidadãos do reino do norte de Israel ao cativeiro. A destruição virtual de Israel deixou o reino do sul, Judá, para se defender sozinho entre os reinos em guerra do Oriente Próximo. Após a queda do reino do norte, os reis de Judá tentaram estender sua influência e proteção aos habitantes que não haviam sido exilados. Eles também procuraram estender sua autoridade para o norte em áreas anteriormente controladas pelo reino israelense. A última parte dos reinados do rei Acaz e do rei Ezequias foram períodos de estabilidade durante os quais Judá foi capaz de se consolidar política e economicamente. Embora Judá fosse um vassalo da Assíria nessa época e pagasse um tributo anual ao poderoso império, era o estado mais importante entre a Assíria e o Egito.
Quando Ezequias se tornou rei de Judá, ele iniciou mudanças religiosas generalizadas, incluindo o rompimento de ídolos religiosos. Ele reconquistou as terras ocupadas pelos filisteus no deserto do Neguebe, formou alianças com Asquelom e o Egito e se posicionou contra a Assíria, recusando-se a pagar tributos. Em resposta, Senaqueribe atacou Judá, sitiando Jerusalém.

## Cerco
Fontes de ambos os lados reivindicaram a vitória, os judeus (ou autores bíblicos) no Tanaque e Senaqueribe em seu prisma. Senaqueribe reivindicou o cerco e a captura de muitas cidades da Judeia, mas apenas o cerco - não a captura - de Jerusalém.

### Conto hebraico

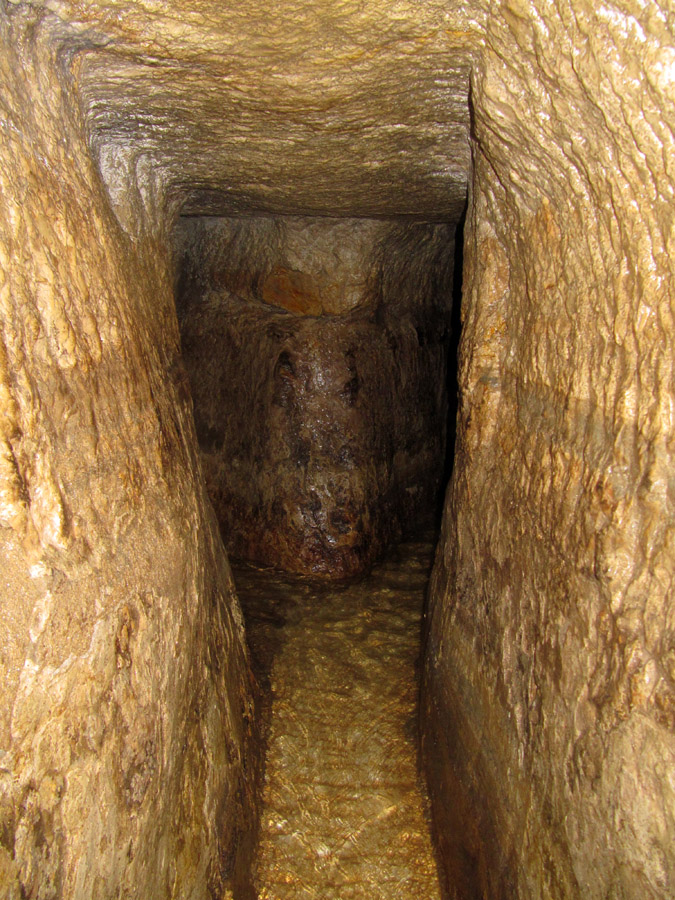
Dentro do túnel de Siloé, 2010

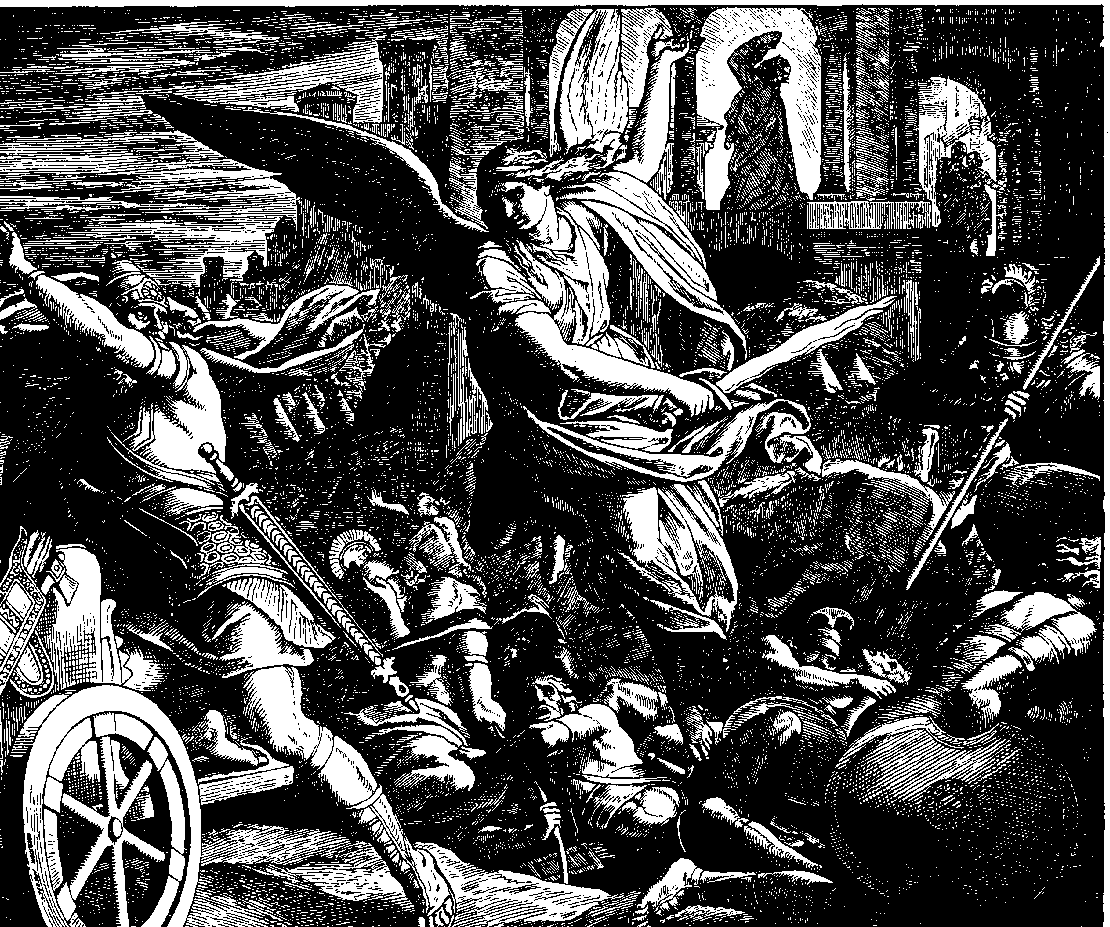
Jerusalém libertada de Senaqueribe, xilogravura de 1860 por Julius Schnorr von Carolsfeld

A história do cerco assírio é contada nos livros bíblicos de Isaías (século VII a.C.), II Reis (meados do século VI a.C.) e Crônicas (c. 350–300 a.C.). Quando os assírios começaram sua invasão, o rei Ezequias começou os preparativos para proteger Jerusalém. Em um esforço para privar os assírios de água, fontes fora da cidade foram bloqueadas. Os trabalhadores então cavaram um túnel de 533 metros para a fonte de Giom, fornecendo água potável à cidade. Os preparativos adicionais para o cerco incluíram a fortificação das paredes existentes, a construção de torres e a construção de uma nova parede de reforço. Ezequias reuniu os cidadãos na praça e os encorajou, lembrando-lhes que os assírios possuíam apenas "um braço de carne", mas os judeus tinham a proteção de Javé.
De acordo com II Reis 18, enquanto Senaqueribe sitiava Laquis, ele recebeu uma mensagem de Ezequias oferecendo-se para pagar tributo em troca da retirada assíria. De acordo com a Bíblia Hebraica, Ezequias pagou 300 talentos de prata e 30 talentos de ouro para a Assíria - um preço tão alto que ele foi forçado a esvaziar o templo e o tesouro real de prata e retirar o ouro dos batentes das portas do templo de Salomão. No entanto, Senaqueribe marchou sobre Jerusalém com um grande exército. Quando a força assíria chegou, seu comandante de campo Rabsaqué trouxe uma mensagem de Senaqueribe. Na tentativa de desmoralizar os judeus, o comandante de campo anunciou ao povo nas muralhas da cidade que Ezequias os estava enganando e que Javé não poderia livrar Jerusalém do rei da Assíria. Ele listou os deuses de outros povos derrotados por Senaqueribe e perguntou: "Quem de todos os deuses desses países foi capaz de salvar sua terra de mim?"
Durante o cerco, Ezequias se vestiu de pano de saco (sinal de luto), mas o profeta Isaías garantiu-lhe que a cidade seria libertada e que Senaqueribe caíria. Durante a noite, um anjo matou 185.000 soldados assírios. Alguns estudiosos acreditam que esse número foi transcrito incorretamente, com um estudo sugerindo que o número era originalmente 5.180.

### Conto assírio

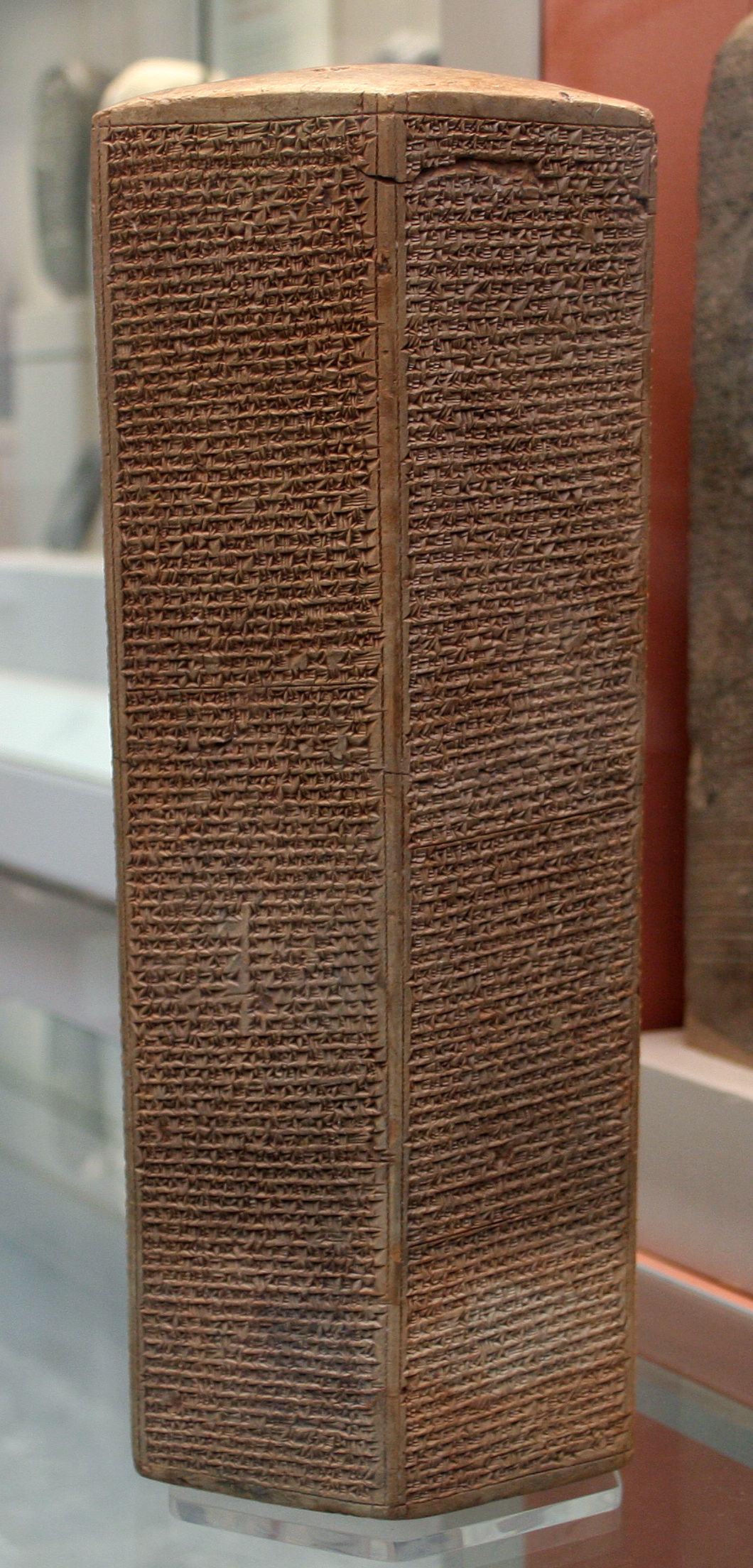
Prisma de Senaqueribe

O prisma de Senaqueribe, que detalha os eventos da campanha de Senaqueribe contra Judá, foi descoberto nas ruínas de Nínive em 1830 e agora está armazenado no Instituto Oriental em Chicago, Illinois. O relato data de cerca de 690 a.C. O texto do prisma mostra como Senaqueribe destruiu 46 das cidades de Judá e prendeu Ezequias em Jerusalém "como um pássaro enjaulado". O texto segue descrevendo como o "esplendor aterrorizante" do exército assírio causou aos árabes e mercenários reforçando a cidade para o deserto. Acrescenta que o rei assírio voltou para a Assíria, onde mais tarde recebeu um grande tributo de Judá. Essa descrição inevitavelmente varia um pouco da versão judaica do Tanaque. As massivas baixas assírias mencionadas no Tanaque não são mencionadas na versão assíria.
Depois de sitiar Jerusalém, Senaqueribe foi capaz de dar as cidades vizinhas aos governantes vassalos assírios em Ecrom, Gaza e Asdode. Seu exército ainda existia quando ele conduziu campanhas em 702 a.C. e de 699 a.C. até 697 a.C., quando fez várias campanhas nas montanhas a leste da Assíria, durante uma das quais recebeu tributo dos medos. Em 696 a.C. e 695 a.C., ele enviou expedições à Anatólia, onde vários vassalos se rebelaram após a morte de Sargão II. Por volta de 690 a.C., ele fez campanha nos desertos do norte da Arábia, conquistando Dumate al-Jandal, onde a rainha dos árabes se refugiara.

### Outras teorias
Heródoto escreveu que o exército assírio foi invadido por ratos ao atacar o Egito. Alguns estudiosos da Bíblia levam isso a uma alusão de que o exército assírio sofreu os efeitos de uma doença transmitida por camundongos ou ratos, como a peste bubônica. Mesmo sem confiar nessa explicação, John Bright sugeriu que foi algum tipo de epidemia que salvou Jerusalém.
Em What If?, uma coleção de ensaios sobre história contrafactual, o historiador William H. McNeill especula que os relatos de mortes em massa entre o exército assírio no Tanaque podem ser explicados por um surto de cólera (ou outras doenças transmitidas pela água) devido às fontes além das muralhas da cidade foram bloqueadas, privando assim a força sitiante de um abastecimento de água seguro.
Henry T. Aubin escreve em O Resgate de Jerusalém: A Aliança entre Hebreus e Africanos em 701 a.C. que o exército assírio foi derrotado por um exército egípcio sob o comando cuxita (núbio).

## Rescaldo
William H. McNeill de What If? especula que o retiro serviu para apoiar a então nova tradição monoteísta do judaísmo. McNeill raciocina que o cerco assírio de Jerusalém tem um significado histórico especial devido à novidade (na época) da tradição monoteísta no judaísmo. McNeill argumenta que a aparente derrota de Senaqueribe por YHWH apoiava a ideia do monoteísmo em uma época em que um povo conquistado geralmente adotava o deus ou deuses de seus conquistadores, já que os seus próprios não os protegiam. A extraordinária derrota de Senaqueribe que McNeill sugere, por doença que ainda não era compreendida, teria provado YHWH superior aos deuses da nação mais poderosa então conhecida pelos judeus, a Assíria. McNeill conclui que se Senaqueribe tivesse tomado a cidade, os judeus poderiam ter adotado o politeísmo e, consequentemente, as religiões abraâmicas não existiriam.

## Na cultura popular
Um poema de 1813 de Lord Byron, A Destruição de Senaqueribe, comemora a campanha de Senaqueribe na Judeia do ponto de vista hebraico. Escrito em um tetrâmetro anapéstico, o poema era popular nas recitações escolares.